# Abastament d'aigua
L'abastament d'aigua és el subministrament d'aigua per part d'empreses públiques, organitzacions comercials, empreses comunitàries o particulars, normalment a través d'un sistema de bombes i canonades, en les condicions higiènico-sanitàries i de pressió que siguin les adequades i de conformitat amb la normativa legal aplicable.
Els aspectes de la qualitat del servei inclouen la continuïtat del subministrament, la qualitat de l'aigua i la pressió de l'aigua. La responsabilitat institucional del subministrament d'aigua s'organitza de forma diferent en els diferents països i regions (urbanes o rurals). Sol incloure qüestions relacionades amb la política i la regulació, la prestació de serveis i la normalització. La qualitat de les aigües de consum està regulada en tots els països de la UE per una mateixa normativa comunitària, la Directiva (UE) 2020/2184.
El cost del subministrament d'aigua consisteix, en gran manera, en costos fixos (costos de capital i costos de personal) i només en una petita part en costos variables que depenen de la quantitat d'aigua consumida (principalment energia i productes químics). Gairebé tots els proveïdors de serveis del món cobren tarifes per recuperar part dels seus costos. En el cost de l'aigua es reflecteixen el conjunt de processos i recursos necessaris per captar-la al medi natural, conduir-la a les estacions de tractament, transformar-la en aigua potable, analitzar la qualitat, distribuir-la a casa de l'abonat, conduir l'aigua utilitzada a les plantes depuradores, depurar-la i retornar-la al medi natural en el millor estat possible.
El subministrament d'aigua és un tema diferent al del reg, la pràctica i els sistemes de subministrament d'aigua a major escala, per a una major varietat de finalitats, principalment l'agricultura.

## L'abastament d'aigua a Barcelona
L'abastament d'aigua al nucli històric de la ciutat de Barcelona es remunta al segle xi i a l'anomenada Séquia Comtal. La Séquia Comtal, coneguda com a Rec Comtal extramurs de la ciutat i com a Rec d'en Mir en el seu recorregut per sota de les antigues muralles i l'actual carrer del Regomir, va ser construïda pels romans per abastar la ciutat de Barcino. Pels volts dels segles x i xi, l'aigua destinada a ús urbà era fàcil d'aconseguir gràcies a la construcció sistemàtica de pous. La principal preocupació era l'abastament amb finalitats industrials, per la qual cosa el comte Mir va transformar la Séquia Comtal en un rec que assegurava l'aigua als camps i als molins de l'època. El creixement de la ciutat a partir del segle xii va fer necessari anar a buscar l'aigua més lluny. Així va començar la canalització d'aigües procedents de Montjuïc i Collserola fins a fonts públiques de la ciutat. Avui en dia, i després de més de 600 anys, algunes d'aquestes fonts encara funcionen, com la font d'en Fivaller (1367), a la plaça de Sant Just; la de Santa Anna (1375), al Portal de l'Àngel, o la de Santa Maria del Mar (1402), al carrer de Montcada.